# 自由貿易帝国主義

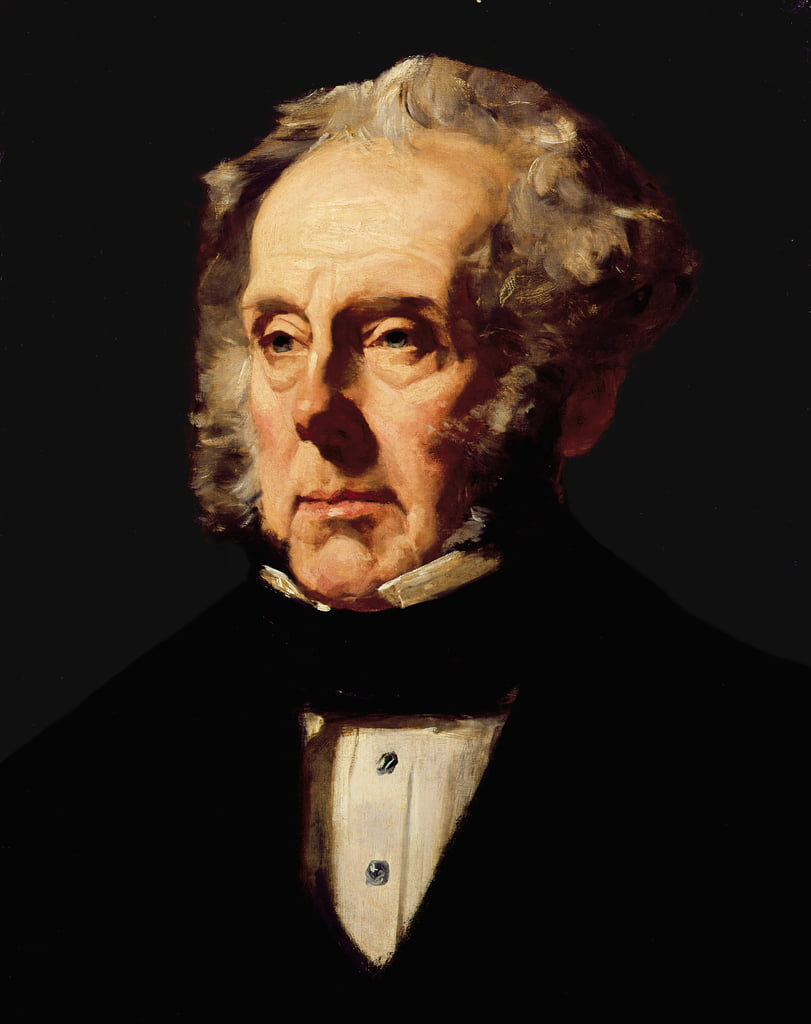
パーマストン卿 / 自由貿易帝国主義の旗手とされ19世紀中葉のイギリス外交を領導した。

自由貿易帝国主義（じゆうぼうえきていこくしゅぎ、英語: The Imperialism of Free Trade）は、19世紀半ばのイギリスがアジアなど非西欧地域に対して取ったとされる対外政策・通商政策であり、1960年代に概念化された。「自由貿易の帝国主義」とも。

## 概要
第二次世界大戦後初期に至るまで、1840年代〜60年代のヴィクトリア朝中期のイギリスの対外進出政策・植民地政策は、マンチェスター派流の自由貿易主義の影響を受けて小英国主義が強く、植民地獲得には消極的で「貿易すれども統治せず」というものであったと評価されてきた。しかし、現実には、当該期において中国でのアヘン戦争（1840年〜42年）やアロー戦争（1856年〜60年）による貿易の拡大、クリミア戦争（1853年〜56年）によるオスマン帝国への介入拡大、インド大反乱（シパーヒー（セポイ）の乱、1857年〜59年）鎮圧によるインド支配の強化など、イギリス帝国の拡大につながる重要な出来事が起こっているため、これらと自由貿易政策との関係をどう説明するのかが求められていた。
1960年代に入ってジョン・ギャラハーとロナルド・ロビンソンは、小英国主義的な植民地放棄論がこの時期の主流であったとする従来の見解に異議を唱え、"The Economic History Review" 第2期6巻1号（1953年8月刊）に掲載された共著論文「自由貿易帝国主義」において、この時期の非西欧地域に対するイギリスの進出政策には2つの形式が存在していたと主張した。すなわち一つは「公式帝国」（Formal Empire）であり、植民地化あるいは直接の支配であり、もう一つは「非公式帝国」（Informal Empire）であり、植民地化まで至らない、主として経済進出の形で現れた影響力の拡大である。そして対外進出の経費を考慮し、できる限り相手国とは不平等条約などを通じた自由貿易を追求し、それが相手国の排外的態度などにより不可能であると判断された場合は、戦争など武力介入を通じて直接支配のもとでの貿易が行われていたとした。これにより、従来の「貿易すれども統治せず」のテーゼは「できる限り非公式なコントロールでの貿易、やむを得ない場合は支配をともなう貿易」と修正されたのである。
この学説によれば、1830年代〜50年代に3期にわたって外相を務め、その後60年代に至るまで2期にわたり首相を務めた自由党出身の第3代パーマストン子爵ヘンリー・ジョン・テンプルは、典型的な自由貿易帝国主義の外交家・政治家であったと評価される。